# Kūčiukai

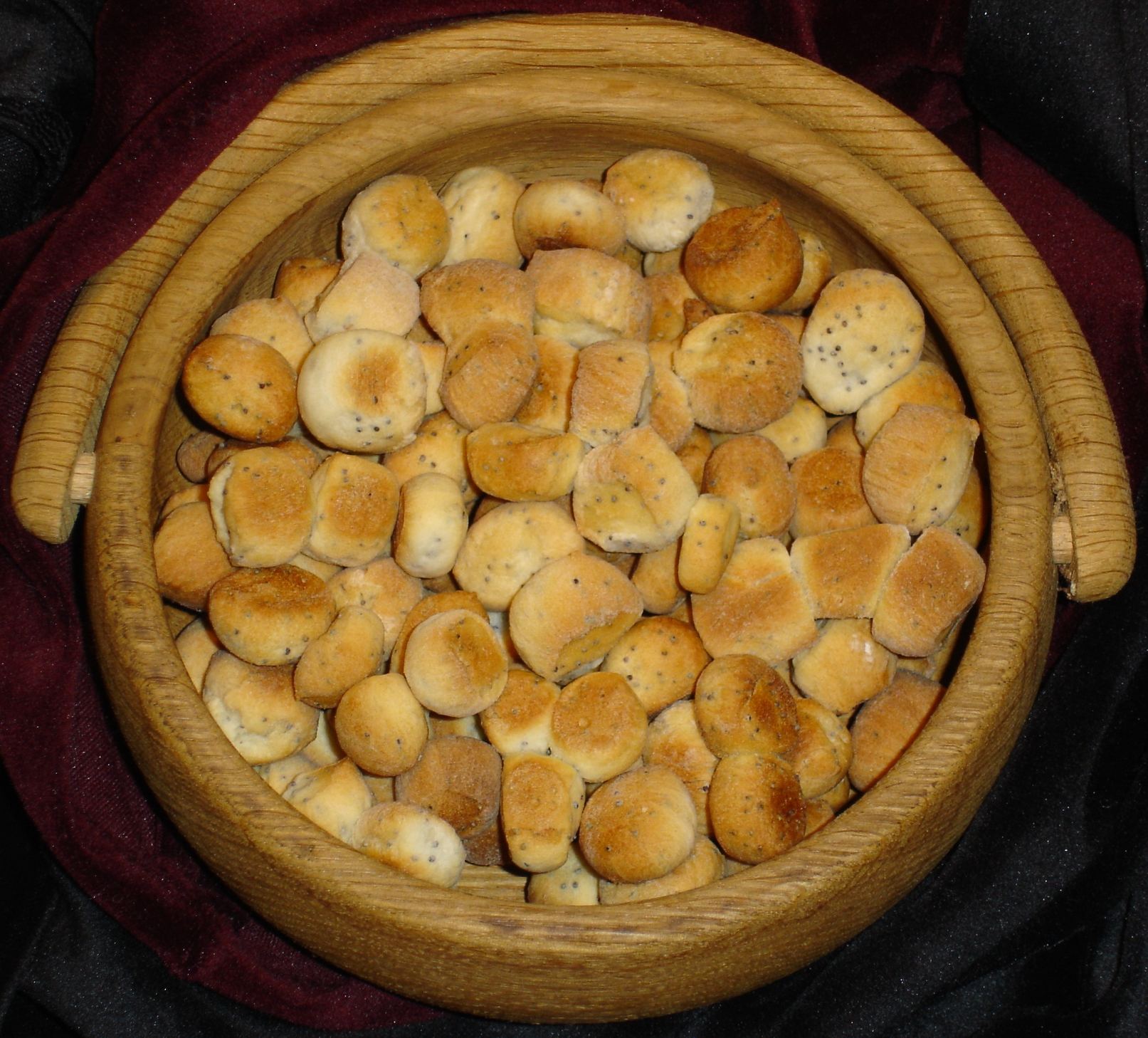
Kūčiukai

Kūčiukai, prėskučiai oder šližikai – ist ein traditionelles litauisches Gebäck an Heiligabend, folglich an Weihnachten. Kūčiukai werden aus einem Hefeteig und Mohn hergestellt. Sie sind etwa so groß wie ein Fingerhut, recht hart, knusprig und wenig süß im Geschmack. Wenn man Kūčiukai mit Backhefe herstellt, sind sie, je nach Aufgehgrad des Teigs, etwas weicher. Je mehr Hefe im Teig, desto weicher ist das Gebäck. Ohne Hefe wird das Heiligabendgebäck trocken und hart. Aus diesem Grund werden die runden Kügelchen mit Mohn in Mohnmilch gegeben und als eine Art Suppe an Heiligabend gegessen. Für die Mohnmilch muss man den Mohn mit kochendem Wasser übergießen und sie so über Nacht stehen lassen.
Kūčiukai sind sehr lange haltbar. Man backt sie traditionell erst am 24. Dezember oder einen Tag vorher. Gegessen werden sie erst am 24. Dezember mit oder ohne Mohnmilch als Vor- aber auch gerne als Nachspeise. Kūčiukai sind in Litauen auch in den Wochen nach Weihnachten sehr beliebt als Snack.